# Tom Griffiths
Tom Griffiths (Wrexham, 21 febbraio 1906 – 25 dicembre 1981) è stato un calciatore gallese.

## Carriera
È stato il capitano dell'Aston Villa dal 1936 al 1937.

## Palmarès

### Club

#### Competizioni nazionali
- Campionato inglese: 1

Everton: 1927-1928
- Community Shield: 1

Everton: 1928
- Campionato inglese di seconda divisione: 1

Everton: 1930-1931
- Coppa del Galles: 2

Wrexham: 1923-1924, 1924-1925